# Gran Premio de Madrid de 1969
El Gran Premio de Madrid de 1969 fue una carrera de Fórmula 1 no puntuable para el Campeonato de 1969 celebrada en el Circuito del Jarama el 13 de abril de 1969, con 40 vueltas al circuito. Sin embargo, la parrilla solo incluía dos monoplazas de Fórmula 1, el resto eran de Fórmula 5000 y Fórmula 2.

## Historia del Gran Premio de Madrid de F2
El 30 de octubre de 1949 se disputó ya una carrera llamada I Gran Premio de Madrid, en un circuito urbano situado en la Ciudad Universitaria de Madrid, con normativa de Fórmula 2 - Clase F. La carrera fue ganada por Raymond Sommer, mientras Juan Jover y Paco Godia fueron los únicos pilotos españoles presentes.
El 23 de julio de 1967, coincidiendo con la celebración de las jornadas inaugurales del Circuito del Jarama, se celebró el Gran Premio de Madrid - I Trofeo Seat, siendo la primera carrera de Fórmula 2 puntuable para la Temporada 1967 del Campeonato Europeo de Fórmula Dos disputada en Madrid. Con 33 inscritos (5 de ellos no se presentaron) y los boxes aún por terminar, se disputó la carrera a 55 vueltas, que proclamó a Jim Clark como el primer piloto en proclamarse vencedor de una gran prueba en el Jarama. Un año más tarde se disputaría el II Gran Premio, con 25 Fórmula 2 presentes de los que solo 18 se admitieron para participar por la limitación de coches máximos permitidos en carrera impuesta, y mientras en el anterior GP no se llegó a ver a Paco Godia participar en la carrera, en la segunda edición Alex Soler-Roig y Jorge de Bagration con la Escudería Nacional CS representaron a España, quedando este último en sexta posición en una carrera ganada por Jean Pierre Beltoise.
Tras haberse disputado durante 2 años el Gran Premio de España en el circuito del Jarama, en 1969 se inició una alternancia de éste con el circuito de Montjuic, y para no quedarse también sin F2 en el año que tocase la F1, este pacto incluyó que allá donde se disputase el GP de F1, no se disputaría el GP de F2. Por lo tanto, un mes después de disputarse el GP de F1 y F5000, se disputó el III Gran Premio de Madrid de Fórmula 2, con 27 inscritos iniciales donde esta vez no aparecía ningún representante nacional. Jackie Stewart venció tras un precioso duelo durante toda la carrera con Jean Pierre Beltoise, en el que por momentos también participó Piers Courage, los tres conformaron el podio. En 1971 de disputó el IV Gran Premio con un record de 50 pilotos inscritos. En la carrera, de nuevo 18 pilotos se batieron en duelo y Emerson Fittipaldi se proclamó vencedor tras sufrir una avería en el motor el auténtico dominador de la carrera, Tim Schenken, a 4 vueltas del final. Esta fue la última carrera del Gran Premio de Madrid como tal, pues ante la creciente aparición de nuevos circuitos con potencial, en la Temporada 1972 del Campeonato Europeo de Fórmula Dos el campeonato decidió no ir a Montjuich ni repetir en el Jarama. 
11 años después se volvería a disputar en él su última carrera de Fórmula 2, que recibió el nombre de Gran Premio Marlboro gracias al patrocinio aportado por Emilio de Villota. Fue ganado por Mike Thackwell.

### Ganadores[5]
| Año  | Edición  | Piloto               | Constructor       | Vueltas |
| ---- | -------- | -------------------- | ----------------- | ------- |
| 1949 | I (C.U.) | Raymond Sommer       | Simca-Gordini TMM | 60      |
| 1967 | I        | Jim Clark            | Lotus - Cosworth  | 55      |
| 1968 | II       | Jean-Pierre Beltoise | Matra -Cosworth   | 60      |
| 1969 | III (F1) | Keith Holland        | Lola - Chevrolet  | 40      |
| 1969 | III (F2) | Jackie Stewart       | Matra - Cosworth  | 60      |
| 1971 | IV       | Emerson Fittipaldi   | Lotus - Cosworth  | 60      |
| 1983 | V        | Mike Thackwell       | Ralt - Honda      | 65      |

## Gran Premio de F1/F5000 de 1969
Dado que la alternancia con Montjuich nunca le satisfizo, el gerente de ODACISA Miguel Pérez-Mínguez promovió una carrera de Fórmula 1 no puntuable, o al menos esa era la idea principal. El problema es que esta carrera coincidía con las 500 Millas de Brands Hatch del Campeonato Mundial de Resistencia y con un Gran Premio de Fórmula 2 en Hockenheim puntuable para el Campeonato de Europa. Por lo tanto ante la falta de inscripciones en el Jarama, se decidió abrir la prueba a los F-5000 (nuevos por aquel entonces en Europa) con el fin de llenar la parrilla. Se consultó a los escasos Fórmula 1 inscritos si tenían inconveniente en que los F-5000 corriesen con ellos para completar una parrilla mínima y todos lo aceptaron. Esta fue la única vez que los F-5000 rodaron en el Jarama, completándose la jornada del Gran Premio con la disputa de la prueba final del Criterium Luis de Baviera y un desfile de coches clásicos.
En la carrera disputada 40 vueltas, el poleman Tony Dean arrancó con fuerza, pero en la primera curva trompeó dispersando a los coches en todas direcciones pero sin causar daños. A pesar de las expectativas de que Peter Gethin lideraría la carrera desde la salida, fue Holland con el Lola-Chevrolet quien tomó la delantera, con Gethin en el McLaren naranja persiguiéndolo. Dichos coches de Fórmula 5000 dominaron la carrera, con ambos ofreciendo un espectáculo emocionante de adelantamientos y tensión pese al escaso número de participantes totales. Mientras tanto, Max Mosley y Dean tuvieron una pequeña batalla mientras el segundo iba remontando tras su trompo. Los esfuerzos de Mosley se detuvieron cuando una boquilla de la inyección se rompió. Hacia el final de la carrera Holland levantó el ritmo debido a la altas temperaturas del agua de su coche permitiendo a Gethin tomar la delantera. Sin embargo, en la última vuelta, el motor de Gethin falló y Holland pudo recuperar el terreno perdido para ganar la carrera. Esta fue la primera de dos carreras no puntuables de F1 donde logró vencer un F5000, siendo la otra la Race of Champions de 1973.

### Resultados
Calificación
| Pos | N.º | Piloto           | Constructor       | Tipo Coche | V.     | Dif.  |
| --- | --- | ---------------- | ----------------- | ---------- | ------ | ----- |
| 1   | 53  | Peter Gethin     | McLaren-Chevrolet | F5000      | 1:31.9 | —     |
| 2   | 52  | Keith Holland    | Lola-Chevrolet    | F5000      | 1:35.2 | +3.3  |
| 3   | 12  | Tony Dean        | BRM               | F1         | 1:35.8 | +3.9  |
| 4   | 16  | Max Mosley       | Lotus-Ford        | F2         | 1:38.3 | +6.4  |
| 5   | 54  | Robert Lamplough | Lotus-Ford        | F5000      | 1:39.0 | +7.1  |
| 6   | 14  | Neil Corner      | Cooper-Maserati   | F1         | 1:41.1 | +9.2  |
| 7   | 55  | Jock Russell     | Lotus-Ford        | F5000      | 1:42.4 | +10.5 |
| 8   | 11  | Bill Stone       | Brabham-Lotus     | F2         | S.T.   | —     |
| DNA | 15  | Graham McRae     | Brabham-Ford      | F2         |        |       |
| DNA | 51  | Mike Hailwood    | Lola-Chevrolet    | F5000      |        |       |

Carrera
| Pos | N.º | Piloto           | Entrante                    | Constructor       | Tipo Coche | V. | Dif.       |
| --- | --- | ---------------- | --------------------------- | ----------------- | ---------- | -- | ---------- |
| 1   | 52  | Keith Holland    | Alan Fraser Racing Team     | Lola-Chevrolet    | F5000      | 40 | 1.03:29.8  |
| 2   | 12  | Tony Dean        | A. G. Dean                  | BRM               | F1         | 39 | + 1v.      |
| 3   | 55  | Jock Russell     | Jock Russell                | Lotus-Ford        | F5000      | 38 | + 2v.      |
| 4   | 14  | Neil Corner      | Antiques Automobiles Racing | Cooper-Maserati   | F1         | 38 | + 2v.      |
| Ret | 53  | Peter Gethin     | Church Farm Racing Team     | McLaren-Chevrolet | F5000      | 39 | Motor      |
| Ret | 11  | Bill Stone       | Jack Smith                  | Brabham-Lotus     | F2         | 36 | Abandono   |
| Ret | 16  | Max Mosley       | Len Street (Engineering)    | Lotus-Ford        | F2         | 14 | Inyectores |
| Ret | 54  | Robert Lamplough | Robert Lamplough            | Lotus-Ford        | F5000      | 0  | Motor      |

- La vuelta más rápida de un coche de Fórmula 1 durante la carrera fue realizada por Tony Dean (1:34,2). La vuelta rápida de carrera fue realizada por Peter Gethin (1:30,9).
- Algunas webs otorgan erróneamente a Gethin el segundo lugar por el número de vueltas completadas, pero este abandonó ya que rompió una biela del motor a una vuelta del final mientras lideraba la prueba[8]